# 二乙酰一肟
二乙酰一肟（Diacetyl monoxime），属于一种有机化合物，常态下呈白色至淡黄色粉末状。

## 用途
一般作为显色剂来测定尿素或者镍的含量。
酸性溶液中的尿素与二乙酰一肟发生化学反应，呈橙黄色显色，这种比色方法可以用来测定尿素。此外，在该方法中，为了防止出现缩合反应而添加入氧化剂，所以作为副产物产生的羟胺已经被分解了。因此，有着由于褪色和羟胺与氧化剂的颜色差异而发生呈色偏差的问题。
在测定尿素的临床应用中，同脲酶法相比较，由于操作复杂，干扰较大，临床上基本已被淘汰。